# هانز غيلهاوس
هانز غيلهاوس (بالهولندية: Hans Gillhaus) ولد 5 نوفمبر 1963 في هيلموند، هولندا، هو لاعب كرة قدم هولندي سابق كان يلعب كمهاجم. سبق له أن لعب في كأس العالم لكرة القدم مع منتخب بلاده. لعب خلال مسيرته 400 مباراة سجل خلالها 156 هدفاً.

## المسيرة الاحترافية

### أندية لعب لها
- دين بوستش
- نادي آيندهوفن
- نادي أبردين
- نادي فيتيس أرنيهم
- نادي غامبا أوساكا
- إي زد ألكمار

## روابط خارجية
- هانز غيلهاوس على موقع الاتحاد الدولي (مؤرشف)  (الإنجليزية)
- هانز غيلهاوس على موقع الاتحاد الأوربي (الإنجليزية)
- هانز غيلهاوس على موقع رابطة كرة القدم اليابانية للمحترفين (اليابانية)
- هانز غيلهاوس على موقع قاعدة بيانات كرة القدم.إي يو (الإنجليزية)
- هانز غيلهاوس على موقع ناشيونال فوتبول تيمز (الإنجليزية)
- هانز غيلهاوس على موقع Soccerway.com (الإنجليزية)
- هانز غيلهاوس على موقع عالم كرة القدم.نت (الإنجليزية)